# Бельведерский торс (повесть)
«Бельведерский торс» — историческая повесть русского писателя-эмигранта Марка Алданова, впервые изданная в 1936 году. Её действие происходит в Италии в середине XVI века.

## Сюжет
Действие повести происходит в середине XVI века в Италии. В центре повествования — неудавшееся покушение некоего Бенедетто Аккольти на жизнь папы римского Пия IV, а в числе персонажей появляются престарелый Микеланджело и Джорджо Вазари. Аккольти, которого Алданов в самом начале объявляет главным героем, постепенно отходит на второй план, а интрига, связанная с покушением, уступает место размышлениям об искусстве и о быстротечности жизни.
«Бельведерский торс» стал одним из немногих произведений Марка Алданова, в которых отсутствует тема России.

## Публикация и оценки
Повесть была впервые опубликована на страницах парижской газеты «Последние новости» (28 июня — 19 июля 1936 года). Автор включил её в сборник «Бельведерский торс — Линия Брунгильды», изданный в Париже в 1938 году. Современники высоко оценили это произведение: в частности, Гайто Газданов и Борис Зайцев отнесли «Бельведерский торс» к лучшим творениям Алданова. Газданов назвал в числе достоинств повести «необыкновенную насыщенность и совершенство изложения». По его мнению, главная тема «Бельведерского торса» — «ужасная тленность всего сущего», но «подлинный безотрадный смысл» остаётся недоступен «среднему читателю».